# Campeonato Mundial de Piragüismo en Eslalon de 2025
El XLIV Campeonato Mundial de Piragüismo en Eslalon se celebrará del 29 de septiembre al 4 de octubre de 2025 en Penrith (Australia), bajo la organización de la Federación Internacional de Piragüismo (ICF) y la Federación Australia de Piragüismo.
Las competiciones se realizarán en las instalaciones del Penrith Whitewater Stadium.